# Eublemma tritonia
Eublemma tritonia är en fjärilsart som beskrevs av George Francis Hampson 1902. Eublemma tritonia ingår i släktet Eublemma och familjen nattflyn. Inga underarter finns listade i Catalogue of Life.